# Modestas Paulauskas
Modestas Paulauskas (nacido el 19 de marzo de 1945 en Kretinga, Lituania) es un exjugador soviético de baloncesto que consiguió notables éxitos con la selección de la Unión Soviética. Entre ellas la medalla de oro en los Juegos Olímpicos de Múnich en 1972.
Jugó toda su vida en el Zalguiris Kaunas.

## Trayectoria
- 1962-1976 Žalgiris Kaunas